# Pantomallus martinezi
Pantomallus martinezi es una especie de escarabajo del género Pantomallus, tribu Eburiini, subfamilia Cerambycinae. Fue descrita científicamente por Martins & Galileo en 2002.
La especie se mantiene activa durante los meses de abril y noviembre.

## Descripción
Mide 18,4-22,7 milímetros de longitud.

## Distribución
Se distribuye por Colombia.